# Дом Д. Н. Бегичева
 Дом Д. Н. Бегичева расположен в Москве, по адресу Староконюшенный переулок, д. 4, стр. 5.

## История
В «Переписной книге Москвы 1738—1742 гг.». и в «Актовых книгах XIII столетия» указано, что от Пречистенских ворот до Земляного города на Белой земле ещё 1735 году здесь имели дворы Кожины, Пестриковы, Олсуфьевы, Мякишевы, Беклемишевы…
В первой половине XVIII века земли этого квартала относились к двум церковным приходам: Конюшенная слобода — к церкви Иоанна Предтечи в Старой Конюшенной слободе, а остальные — к церкви Пятницы Божедомской.
В 1780-е годы уже начинают появляться «классические усадьбы». Так, например, в обширном владении, выходившем на Староконюшенный и Хрущевский переулки, главный дом был поставлен по оси владения, а два флигеля размещались по красной линии переулка, фланкируя въезд на парадный двор.
Квартал сохранил исторические границы первой половины XVIII века и внутриквартальные границы, сложившиеся в XVIII — середине XIX веков. Застройка квартала относится к первой трети XVIII века и 40-м годам XIX — началу XX веков, и к 1930-м годам — концу XX в.
До начала XIX века объемно-планировочная структура домовладения значительных изменений не претерпела. До этого времени она лишь меняла владельцев: в 1792 году владение перешло к сыну Никиты Ивановича — Осипу Никитичу Кожину, гвардии поручику и Кашинскому уездному предводителю дворянства, в 1801 году — к премьер-майору Олсуфьеву Петру Алексеевичу, а в 1809 году — к надворной советнице Ягодиной Марье Алексеевне.
В 1810 году владение приобрела дочь действительного статского советника Василия Денисовича Давыдова, родная сестра поэта, героя войны 1812 года Дениса Давыдова, Александра Васильевна Давыдова-Бегичева (её супруг Дмитрий Бегичев — писатель, участник Отечественной войны 1812 года, полковник в отставке с 1819 года).
В 1810 году был выстроен, но не отделан, жилой корпус со стороны Староконюшенного переулка.
Во время пожара 1812 года вся застройка владения сгорела. После отстройки деревянного корпуса «на каменном жилом строении с антресолями» в 1817 году, который был возведён с отступом от красной линии Староконюшенного переулка и обращён к нему парадным западным фасадом с выступающим портиком, произошла переориентация домовладения в Староконюшенный переулок. Теперь главный дом усадьбы размещался в части владения по Староконюшенному переулку. В это же время были выстроены два объёма по северной и южной границам участка — соответственно, жилой деревянный флигель и каменный сарай. Хозяйственные постройки и сад выходили в Безымянный переулок.
В январе 1839 года владение переходит к суздальской купеческой жене Варваре Карповне Мякишевой. Она достраивает деревянный жилой дом, флигель, расположенный во дворе усадьбы и обращённый торцом в Хрущёвский переулок, и каменный сарай, торцом выходящий на красную линию того же переулка. Между этими строениями располагался сад.
К 1868 году к главному зданию усадьбы был пристроен со стороны двора двухэтажный деревянный дом, а вдоль южной границы участка был возведён каменный брандмауэр.
До 1898 года никаких существенных изменений в объемно-планировочной структуре домовладения не происходило, а в 1899 году к нему с южной стороны была пристроена терраса. Завершила архитектурное оформление усадьбы протяжённая ограда с воротами и калиткой.
Далее опять менялись лишь владельцы, производившие мелкий косметический ремонт строений. Так, с 1851 года владение принадлежало Аркадию Илларионовичу Беклемишеву, который по своему духовному завещанию передал его своей племяннице Анне Петровне Беклемишевой. В 1898 году Анна Беклемишева продаёт усадьбу вдове статского советника, архитектора Отто Карловича Гунста Анне Ивановне Гунст, владевшей ею до 1918 года. Сын Анны Ивановны, Анатолий Оттович Гунст, известный архитектор и театрал, начал изменения в объемно-пространственной структуре домовладения. В 1899 году по его проекту был выстроен трёхэтажный, сложный в плане, каменный жилой дом по красной линии Безымянного переулка в северо¬восточной части территории, а по красной линии Староконюшенного переулка были возведены ворота с оградой. К вновь выстроенному дому примыкал одноэтажный каменный жилой объём. В обширном дворе стоял деревянный жилой флигель, вдоль южной границы владения размещался комплекс жилых и нежилых деревянных построек.
К 1903 году А. О. Гунст пристроил к основному объёму старого особняка, обращённого главным фасадом в Староконюшенный переулок, каменный одноэтажный жилой объём с полуподвалом. В 1907 году в северо-западном углу участка была выстроена небольшая каменная оранжерея.
В архиве семьи Гунстов есть описание внутреннего устройство особняка на основе рисунка Евгения Анатольевича Гунста, который жил в этом доме до 1960 года. На первом этаже располагались кухня и другие хозяйственные помещения. На втором этаже находились приёмная, зал, гостиная, столовая, рабочие кабинеты Анатолия и Евгения Оттовичей Гунстов, красная комната, девичья комната, терраса, на третьем этаже — детская и детские спальни, комнаты гувернантки.
В 1924 году владение уже занимал квасоварный завод НарПита. Однако деревянные постройки во дворе усадьбы ещё не были утрачены.
В 1970-е годы историческое домовладение было искусственно разбито на два самостоятельных и разделено каменным забором. Это произошло из-за того, что строения 8 и 7 дома № 5 и вновь построенное на месте старых деревянных флигелей строение 1 по Хрущевскому переулку были заняты посольством. А дом 4 строения 5 и 6 по Староконюшенному переулку также оказались в самостоятельном владении. До 1997 года в доме располагались разные государственные учреждения и акционерные общества.
С 22 июня 1998 года по инициативе вологодского губернатора В. Е. Позгалёва в особняке обосновалось представительство Вологодской области при президенте и правительстве России. В 2000—2003 годах произведена реставрация здания.

## Известные люди, связанные со зданием
В особняке бывали брат Дмитрия Бегичева Степан Бегичев — друг и наставник А. С. Грибоедова, сам Александр Грибоедов, Денис Давыдов, Владимир Одоевский, Александр Одоевский, Вильгельм Кюхельбекер, Алексей Верстовский, Александр Алябьев и многие другие.
Также в доме бывали: художники Шехтель, Перелыгин (брат Анны Ивановны), Левитан, Крымов, Пукирев, Янов, Степанов, Леонид Пастернак. Они были учителями частной художественной школы, которую открыл Анатолий Оттович Гкнст под названием «Классы изящных искусств».
Позже в особняке действовал «Московский драматический салон», в котором участвовали актеры Александр Сумбатов-Южин, Елена Гоголева, Евгений Вахтангов. Студию А. О. Гунста «Беседы о поэзии» посещали Константин Бальмонт, Михаил Гершензон, Юргис Балтрушайтис, Валерий Брюсов, Андрей Белый, Вячеслав Иванов.
Известный адвокат, композитор, музыкальный критик Евгений Оттович Гунст собирал вокруг себя музыкальный круг своего времени. Это Александр Скрябин, Константин Игумнов, Александр Гольденвейзер, Надежда Обухова, Антонина Нежданова, Леонид Собинов. В этом доме также проходили закрытые концерты «Дома песни», на которых часто выступала певица Мария Оленина-д’Альгейм.
С 1903 года по 1906 годы на территории усадьбы в меблированных комнатах Гунстов периодически останавливались И. А. Бунин, А. П. Чехов.